# Resolución 1987 del Consejo de Seguridad de las Naciones Unidas
La resolución 1987 del Consejo de Seguridad de las Naciones Unidas, aprobada por unanimidad el 17 de junio de 2011, recomendó a la Asamblea General el nombramiento de Ban Ki-moon para un segundo mandato como Secretario General de las Naciones Unidas. Dicha recomendación fue posteriormente ratificada por aclamación por la Asamblea General, dando a Ban Ki-moon el cargo de Secretario General de las Naciones Unidas para el periodo 1 de enero de 2012 - 31 de diciembre de 2016.
En el proceso de nominación del Secretario General, el reglamento provisional del Consejo de Seguridad determina que el Consejo debe elegir un candidato y recomendarlo a la Asamblea General para su votación.